# Barbara Jelić-Ružić
Barbara Jelić-Ružić; z domu Jelić (ur. 8 maja 1977 w Novo mesto) – chorwacka siatkarka, reprezentantka Chorwacji, atakująca.
Trzykrotna wicemistrzyni Europy (1995, 1997, 1999).
Jej siostrą  jest Vesna Jelić, siatkarka reprezentacji Chorwacji.
W 2001 roku wyszła za mąż, jej mężem jest Tomislav Ružić, chorwacki koszykarz.
Karierę sportową zakończyła w 2005 roku.

## Kluby
| Klub               | Lata gry    |
| ------------------ | ----------- |
| Denso Airybees     | 1994 – 1999 |
| Volley Napoli      | 1999 – 2000 |
| Edison Modena      | 2000 – 2001 |
| Eczacıbaşı Stambuł | 2003 - 2004 |